# Słownik wileński
Wileński Słownik języka polskiego – dwutomowy słownik języka polskiego z roku 1861. Nazywany również słownikiem Orgelbranda.